# Платнировское сельское поселение
Платнировское сельское поселение — муниципальное образование в составе Кореновского района Краснодарского края России. 
В рамках административно-территориального устройства Краснодарского края ему соответствует Платнировский сельский округ.
Административный центр — станица Платнировская.

## Население
| 2010    | 2012    | 2013    | 2014    | 2015    | 2016    | 2017    |
| ------- | ------- | ------- | ------- | ------- | ------- | ------- |
| 13 327  | ↗13 437 | ↗13 559 | ↗13 711 | ↗13 814 | ↗13 947 | ↘13 911 |
| 2018    | 2019    | 2020    | 2021    | 2023    |         |         |
| ↘13 849 | ↘13 847 | ↗13 868 | ↘13 619 | ↘13 387 |         |         |

## Населённые пункты
В состав сельского поселения (сельского округа) входят 3 населённых пункта:
| № | Населённый пункт | Тип населённого пункта | Население (чел.) |
| - | ---------------- | ---------------------- | ---------------- |
| 1 | Казачий          | хутор                  | ↗1161            |
| 2 | Левченко         | хутор                  | ↘162             |
| 3 | Платнировская    | станица                | ↗12 193          |